# Bosque de la Grevolosa

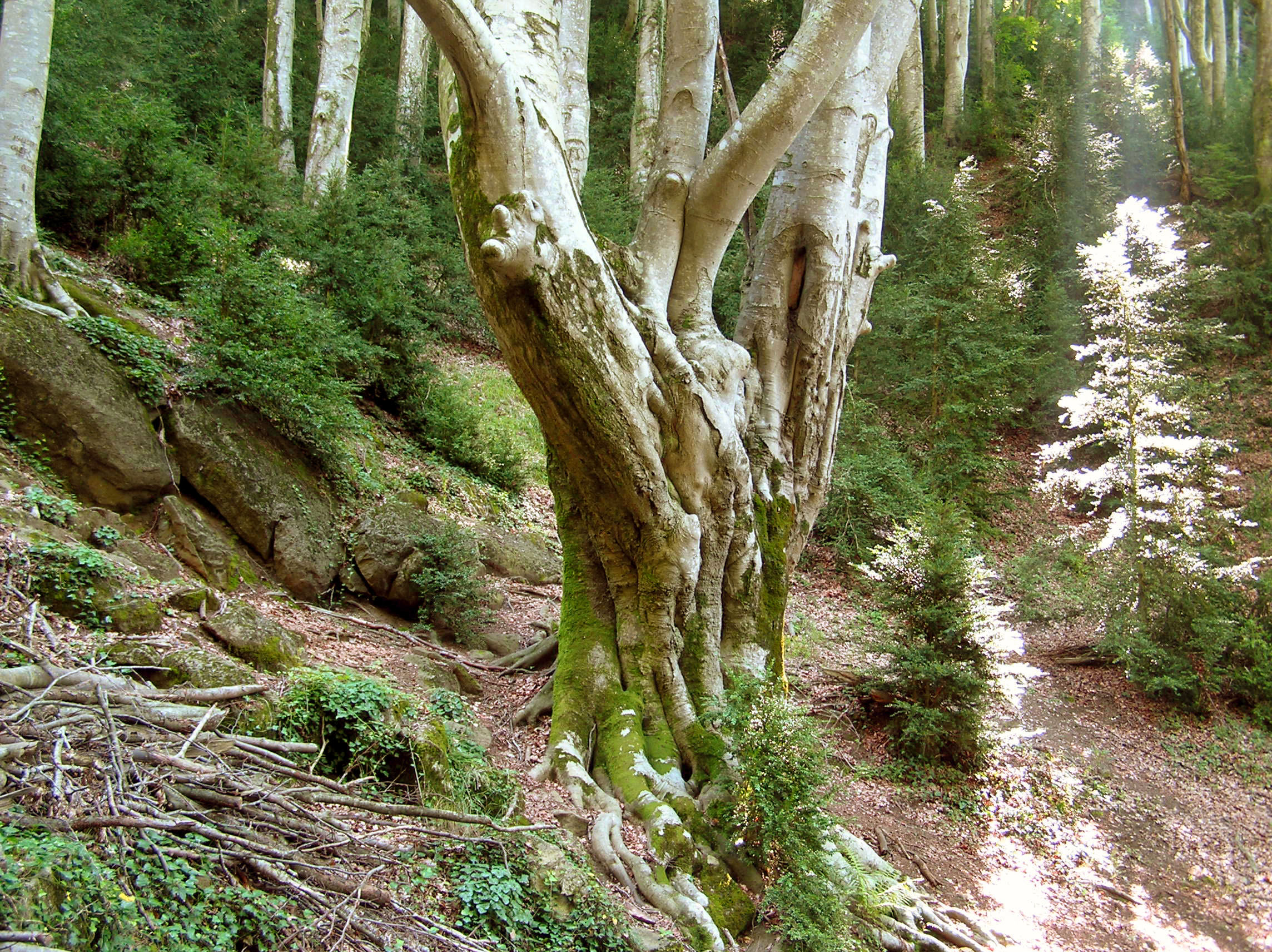
Bosque de la Grevolosa, con una vista del haya de la Grevolosa, reconocida como árbol monumental por la Generalidad de Cataluña.

El bosque de la Grevolosa (el nombre viene del catalán boix grèvol, "acebo" en castellano (Ilex aquifolium) se encuentra en un valle de la sierra dels Llancers, del Prepirineo catalán, entre las sierras de Curull, San Miguel y Cabrera y al sur de la cima de Puigsacalm (1515 m), en el macizo de Collsacabra. Pertenece al término municipal de San Pedro de Torelló, (Barcelona), España. Los datos cartográficos en el centro del bosque son: 42º 06' 04  N y  02º 22' 30 E.
El bosque, de unas pocas hectáreas y a una altitud media de 1000 metros, posee un gran número de hayas centenarias de un tamaño que alcanza los cuarenta metros de altura gracias al microclima y al aislamiento del cerrado valle. Se trata de un lugar recóndito, al que sólo se puede acceder a pie desde el norte por la collada de Bracons, viniendo de Sant Andreu de la Vola o de Joanetes, o por el sur, desde la ermita de San Nazario (documentada desde 1382, de estilo barroco), a la que se accede por un sendero desde Sant Andreu de la Vola.
El bosque pertenece actualmente al PEIN (Plan de Espacios de Interés Natural de Cataluña) sierras de Milany-Santa Magdalena y Puigsacalm-Bellmunt y Savassona.
El haya de la Grevolosa se encuentra en el centro del bosque, junto al arroyo. Está reconocido como árbol monumental por la Generalidad de Cataluña. Tiene un perímetro en la base de 5,81 metros. Su altura se calcula en 42 metros y el diámetro de la copa es de 18,50 metros. Se le calcula una edad aproximada de 250 a 300 años. 
Debido al tamaño de los árboles y a su situación en un estrecho valle, el bosque se usa algunos años como auditorio, y en otoño, generalmente a finales de octubre, se celebra un concierto de música de cobla a cargo de la cobla orquesta Principal de la Bisbal, al que asisten varios centenares de personas.
- Datos: Q5732471
- Multimedia: Fageda de la Grevolosa / Q5732471